# Ardito Desio
Contele Ardito Desio (n. 18 aprilie 1897, Palmanova, Friuli-Veneția Giulia, Italia – d. 14 decembrie 2001, Roma, Italia) a fost un explorator, alpinist, geolog și cartograf italian.
Între anii 1952 și 1952, a condus trei expediții în lanțul muntos Karakorum și Hindukuș. Prima a fost o expediție preliminară, a doua fiind expediția principală pentru prima escaladare a muntelui K2 (8.611 m), având al doilea vârf, ca înălțime, din lume. Scopul celei de-a treia a fost efectuarea de cercetare geologică, geofizică și etnografică. Rezultatele acestor expediții au fost publicate în multe lucrări, iar, apoi, mai amplu abordate în 8 volume de cercetare științifică.